# Даркаева, Прасковья Алексеевна
Прасковья Алексеевна Даркаева (17 мая 1922 — 21 марта 2008) — передовик советского сельского хозяйства, доярка племенного завода «Канаш» Шенталинского района Куйбышевской области, Герой Социалистического Труда (1966).

## Биография
Родилась в 1922 году в селе Кутуш Татарской АССР в крестьянской мордовской семье.  
В десять лет осталась без матери. Троих детей растил отец. В 1937 году переехали в Романовку, ныне Шенталинского района Самарской области. Отец и старшая сестра трудоустроились на местной ферме, а Прасковья нянчила чужих детей. 
В начале Великой Отечественной войны трудоустроилась на ферму, с 1942 года начала вести самостоятельно группу из 17 коров. Приобрела бесценный опыт. После смены руководства в хозяйстве начали менять поголовье на породистых животных. Надои возросли сразу в 3,5 раза. В период четвёртой пятилетки надои в её группе составляли 2800 килограммов молока в среднем от каждой коровы за год. 
В 1956 году на выставке достижений демонстрировала своих коров, которые в сутки давали по 25-28 килограммов молока. 
Указом Президиума Верховного Совета СССР от 22 марта 1966 года за получение высоких результатов в сельском хозяйстве и рекордные показатели в животноводстве Прасковье Алексеевне Даркаевой было присвоено звание Героя Социалистического Труда с вручением ордена Ленина и медали «Серп и Молот». 
Позже продолжала трудиться и показывала высокие производственные результаты. 40 лет отработала в животноводстве.  
Проживала в посёлке Романовка. Умерла 21 марта 2008 года.

## Награды
За трудовые успехи была удостоена:
- золотая звезда «Серп и Молот» (22.03.1966)
- орден Ленина (22.03.1966)
- другие медали.
- Почётный гражданин Шенталинского района (17.01.2002).